# Рошієшть
Рошієшть, Рошієшті (рум. Roșiești) — село у повіті Васлуй в Румунії. Адміністративний центр комуни Рошієшть.
Село розташоване на відстані 263 км на північний схід від Бухареста, 25 км на південний схід від Васлуя, 83 км на південь від Ясс, 113 км на північ від Галаца.

## Населення
За даними перепису населення 2002 року у селі проживали 1370 осіб, усі — румуни. Усі жителі села рідною мовою назвали румунську.